# 凯里约
凯里约（法語：Querrieu，法語發音：[kɛʁjø]），法国北部市镇，位于上法兰西大区索姆省，隶属于亚眠区，其市镇面积为10.03平方公里，2022年1月1日时人口数量为621人，在法国城市中排名第13,911位。
凯里约位于索姆省中东部，阿吕河右岸，两条公路在此交汇。

## 地名来源

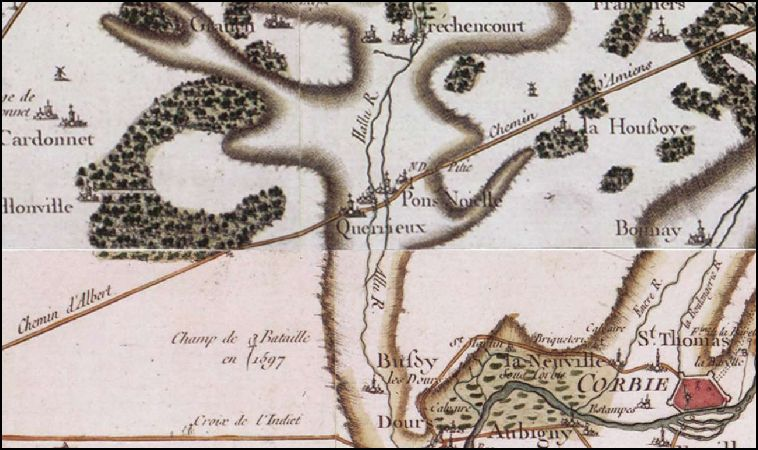
卡西尼地图上的凯里约

“凯里约”一名最初于1102年以“Cherriu”的形式被记载，其来源及含义尚有待考证。

## 历史
凯里约的早期历史尚不清楚，公元12世纪后，凯里约长期成为一处封建领主的家族宅邸所在地。法西战争结束后，凯里约所处的皮卡第地区趋于稳定，凯里约逐渐发展成为一个手工艺集镇。法国大革命后，凯里约成为索姆省的一个市镇。工业革命期间，一条地方铁路曾经过凯里约，后被废弃。第一次世界大战期间，凯里约受索姆河战役波及，城镇遭遇严重破坏。

## 地理

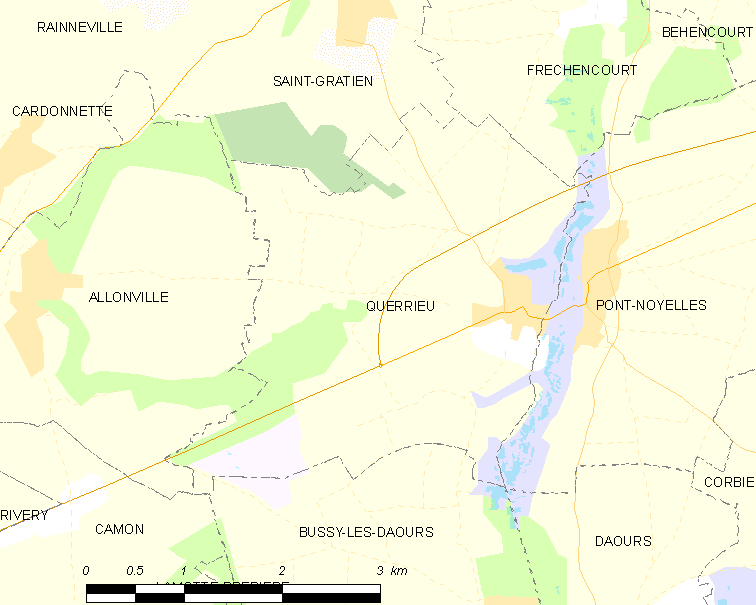
凯里约市镇范围地图

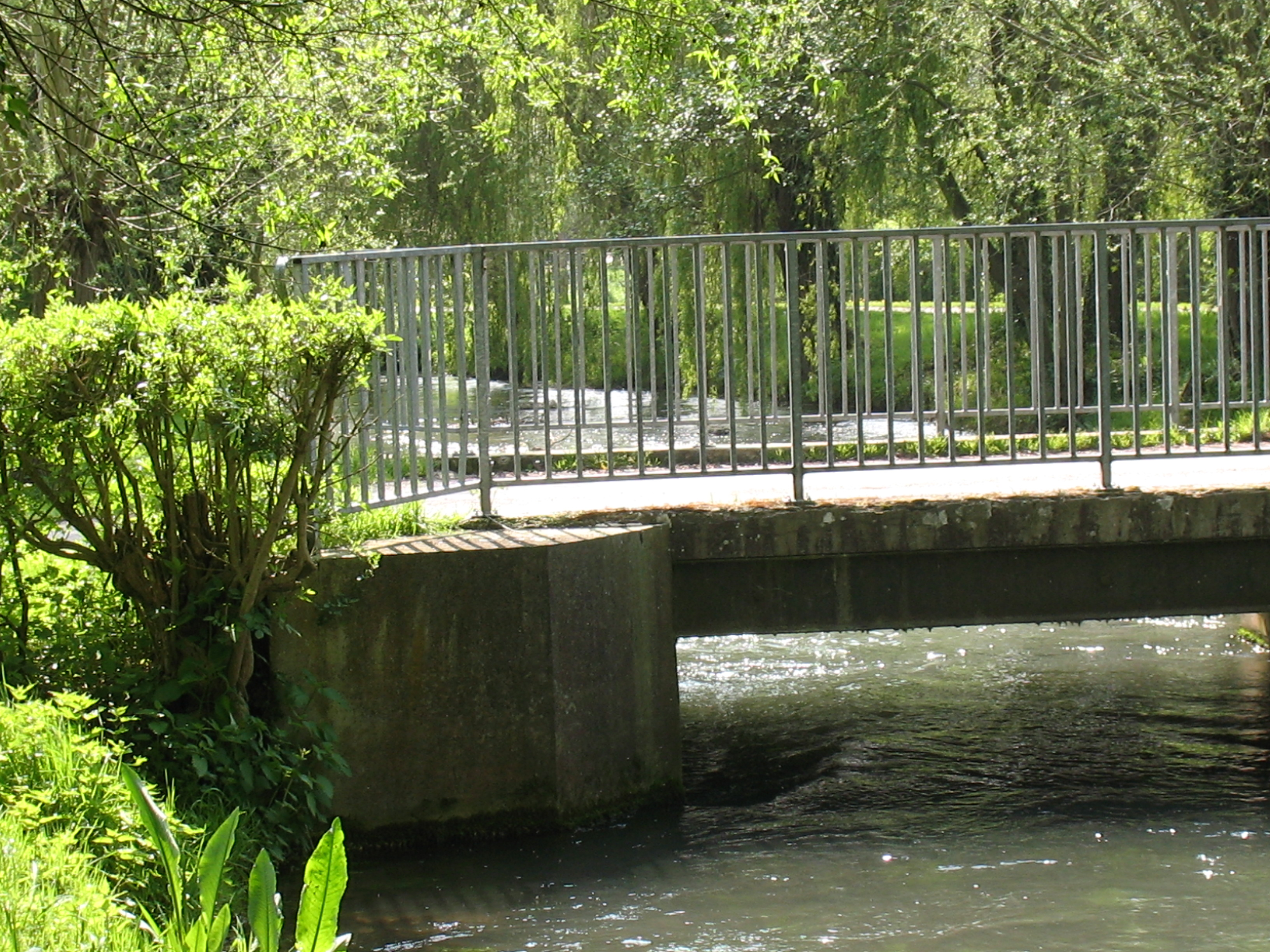
阿吕河凯里约段

凯里约位于法国北部，上法兰西大区中部和索姆省中东部，距离省会亚眠大约11公里。与凯里约接壤的市镇包括：阿隆维尔、比西莱杜尔、卡蒙、弗雷尚库尔、蓬努瓦耶勒、圣格拉蒂安。

### 地形
凯里约位于法国北部皮卡第平原腹地，境内以平原和浅丘为主，市镇中心地势较为平坦，全境海拔在32到104米之间。

### 水文
阿吕河自北向南流经境内东部，该河是索姆河的右岸支流。

### 植被
凯里约属于温带阔叶混交林区，林地广泛分布于河流附近。
在鲜花城市的评比中，凯里约暂未被评级。

### 气候
凯里约在柯本气候分类法中属于温带海洋性气候。

## 行政区划
凯里约是法国上法兰西大区索姆省的一个市镇，编号为80650。凯里约隶属于亚眠区、索姆省第四选区和亚眠第二县，同时也是亚眠都会城市圈公共社区的办公驻地。
法国国家统计与经济研究所（简称）在进行数据统计时，将包括凯里约在内的周边共210个市镇划为亚眠城市区。自2020年起，亚眠城市区被包含369个市镇的亚眠城市辐射区代替。此外，还将凯里约市镇整体看作一个“块区”（IRIS）。

## 交通

### 公路
索姆省省道D30线和D929线在凯里约境内交汇，上法兰西大区下属的城际客运提供巴士线路，可前往省会亚眠。
2017年，90.7%的凯里约家庭拥有至少一辆私人汽车。2019年，凯里约境内共发生各类交通事故2起，造成1人遇难，4人受伤。

### 铁路
凯里约距离亚眠站的公路里程约11公里。

### 航空
距离凯里约最近的民用航空站为博韦-蒂耶机场，距离凯里约市中心的公路里程约75公里。

### 城市公共交通
截至2021年8月，凯里约暂无城市公共交通系统。

## 政治

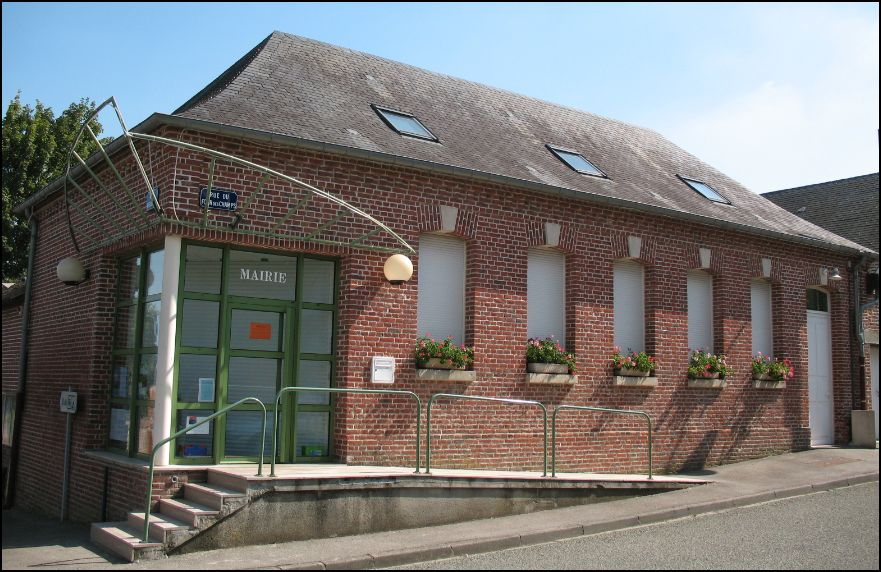
凯里约市政厅

凯里约的现任市长为乔纳森·桑拉尔先生（Jonathan Sanglard），他是一名无党派人士，在2020年的市政选举中获得了100%的支持率（无其他候选人）。
在2017年的法国总统大选中，法国第25任总统埃马纽埃尔·马克龙在凯里约获得了50.23%的支持率。

## 人口
2018年，凯里约市镇人口数量为642，在法国排名第13,911位。其中男性329人，女性319人，75岁及以上人口占8.3%，外籍人口数量为102人，人口密度为64人/平方公里，当地居民被称为（男性）或（女性）。2019年，凯里约境内出生6人，死亡人口4人。
| 年份   | 1936 | 1946 | 1954 | 1962 | 1968 | 1975 | 1982 | 1990 | 1999 | 2006 | 2011 | 2016 | 2018 |
| ------ | ---- | ---- | ---- | ---- | ---- | ---- | ---- | ---- | ---- | ---- | ---- | ---- | ---- |
| 人口數 | 480  | 493  | 487  | 457  | 508  | 544  | 583  | 643  | 687  | 692  | 666  | 651  | 642  |

## 经济
截止2021年7月，凯里约共有111家用人单位或自雇111家。（建筑设备租售）是当地2019年营业额最高的企业，为5,484,410欧元。

## 财政收入
2019年，凯里约的财政收入总额为328,150欧元，财政支出总额为306,150欧元，当年的债务总额为293,550欧元。2020年，凯里约共获得81,653欧元的国家财政补助，比上一年减少了0.21%。
2019年，凯里约的家庭平均月收入总额为2,669欧元，高于法国平均水平（2,318欧元）。
2017年，凯里约境内的青壮年（15至64岁）失业率为6.2%，当地62.7%的家庭拥有纳税资格，平均纳税3,799欧元，低于法国平均水平（3,888欧元）。

## 社会事务

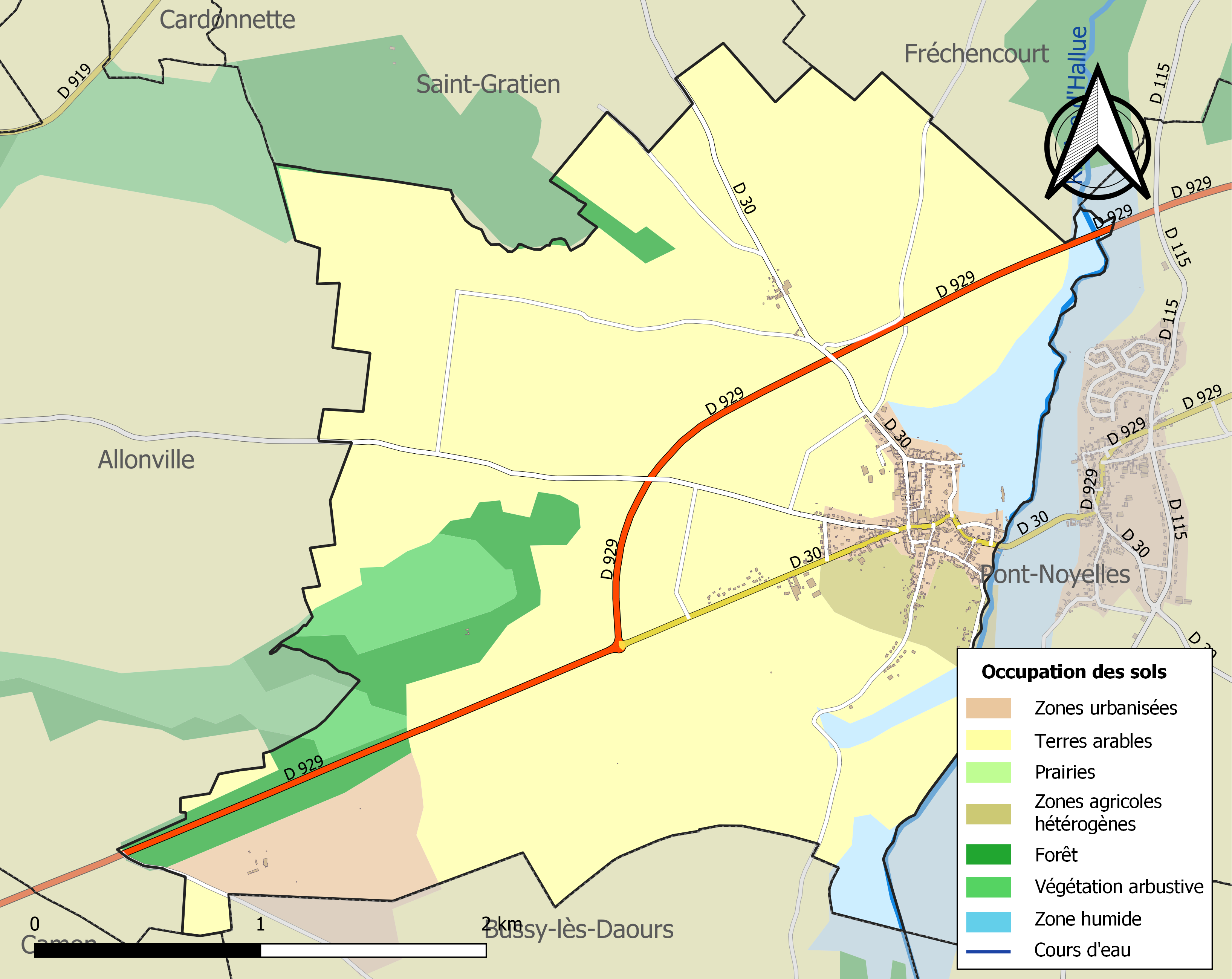
凯里约土地利用情况地图

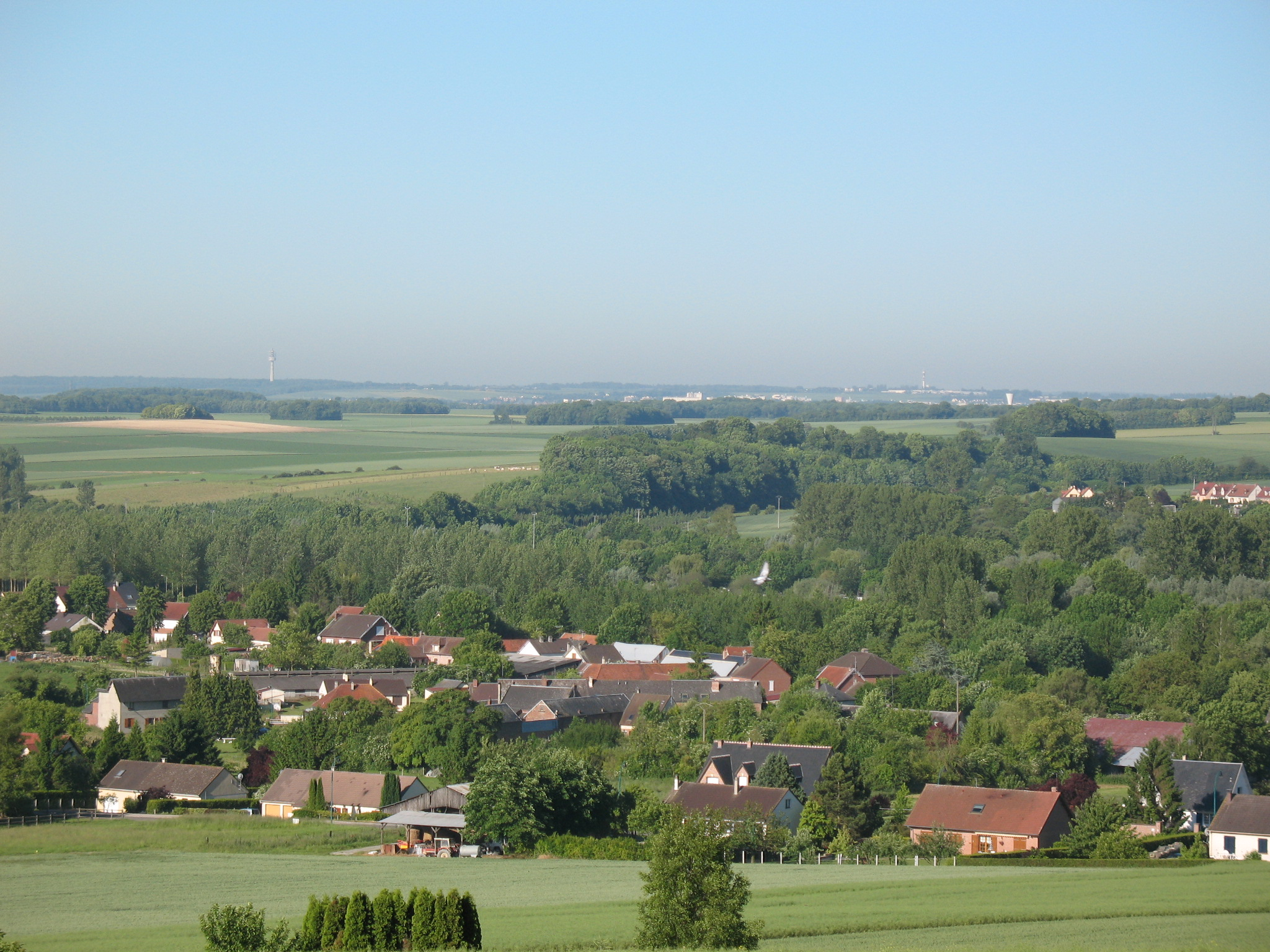
远眺凯里约

### 教育
凯里约属于亚眠学区。截止2019年1月1日，凯里约境内暂无任何教育机构。

### 医疗
截止2019年1月1日，凯里约境内共有全科医生5名、保健师3名、牙医2名、护士4名和助产士1名。境内共有药房1家。
距离凯里约最近的区域性医疗机构为亚眠皮卡第大学中心医院，其主病区位于亚眠市区南部，设有床位1,099个，是当地规模最大的公立综合性医院。

### 住房
2017年，凯里约境内共有各类住房291套，其中94.5%为独立式居民区，0.3%为集中式居民区。常住房屋占凯里约市镇范围内居民建筑总量的97.6%。
在住房保障政策方面，2018年，凯里约境内共有36户家庭获得了住房经济补助，受益人数占总人口数量的5.6%，暂无居民获得房租补助。

### 商业
2019年，凯里约境内共有各类实体商铺19家，其中餐厅3家、大型超市1家、面包房1家、美容美发店1家、汽车维修店1家。镇中心有一家Coccinelle Express超市。

### 体育
2019年，凯里约境内共有2处网球场、1处足球或橄榄球场以及1处高尔夫球场。
截至2021年8月，凯里约体育联盟（A.S. Querrieu）是当地唯一的注册足球队，2021至2022赛季参加上法兰西大区足球联赛。

### 环境
凯里约的环境事务由其所属的公共社区负责。2019年，凯里约境内暂无污染企业。

### 治安
2014年，凯里约及附近地区共发生各类案件2,564起，其中盗窃类案件1,645起，经济类案件225起，毒品交易类案件85起。

## 文化

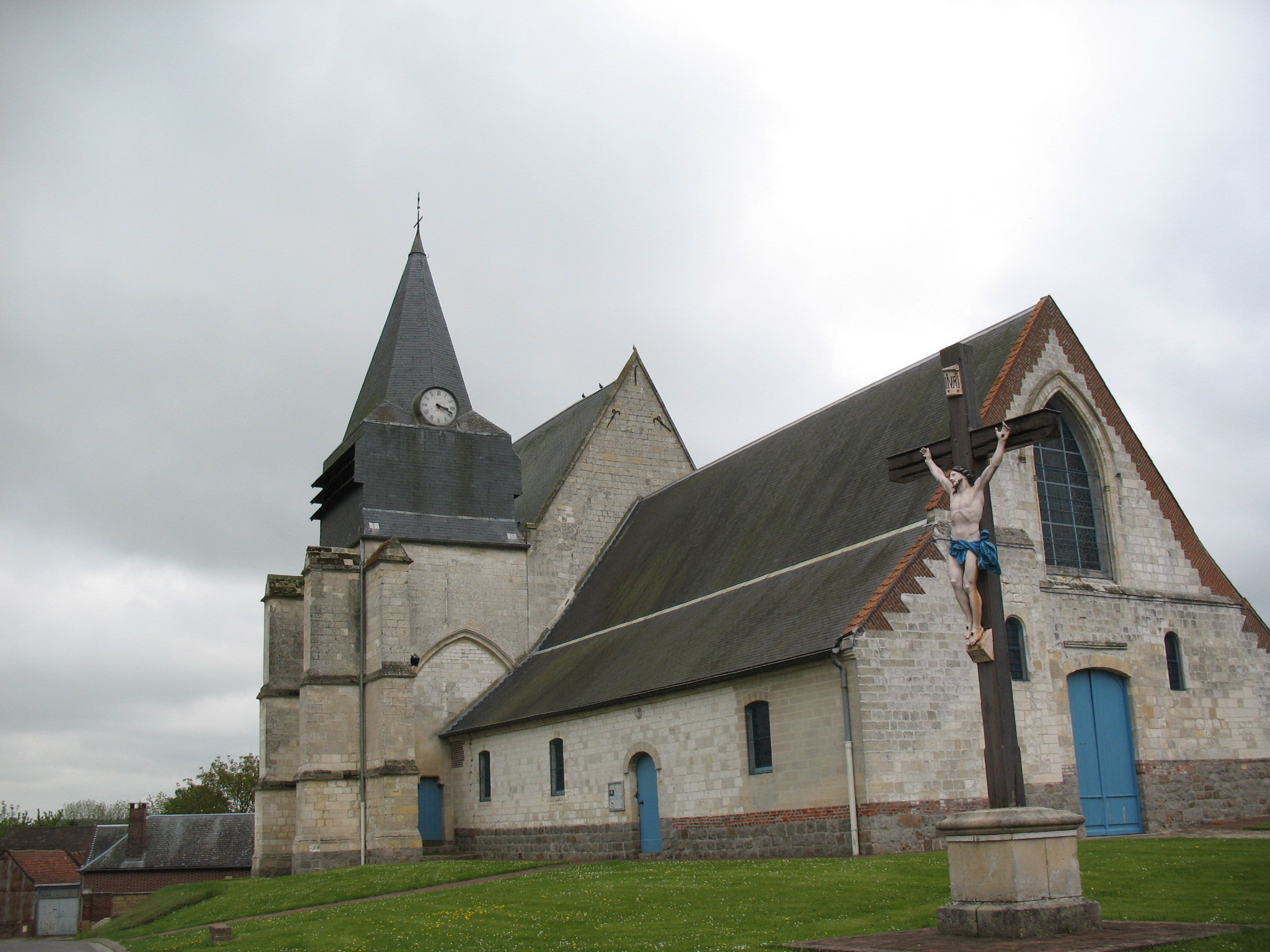
凯里约圣热尔韦-圣普罗泰教堂

2019年，凯里约境内暂无任何文化设施。

### 建筑
凯里约境内有多处历史建筑，其中凯里约圣热尔韦-圣普罗泰教堂是当地的代表性建筑物，凯里约城堡则是法国国家文物保护单位，现为一处私人宅邸。

### 旅游
凯里约的旅游事务由其所属的公共社区负责。2020年，凯里约境内暂无任何游客接待设施。

### 媒体
法国主要的媒体均可在凯里约接收，法国电视三台下属的上法兰西大区频道在部分时段播出凯里约所属区域的地方新闻。

## 友好城市
截至2021年8月，凯里约暂未建立任何友好城市关系。